# Lycoris shaanxiensis
Lycoris shaanxiensis là một loài thực vật có hoa trong họ Amaryllidaceae. Loài này được Y.Xu & Z.B.Hu mô tả khoa học đầu tiên năm 1982.